# Palais Baldassarre Lomellini
Le palais Baldassarre Lomellini, également connu sous le nom de palais Cristoforo Spinola ou palais Campanella, est un palais urbain situé 12 via Garibaldi, dans le centre historique de Gênes. Il s'agit d'un des Palais des Rolli qui étaient destinés, à l'époque de la république de Gênes, à accueillir des invités de haut rang lors de visites d'État au nom du gouvernement génois.
Le bâtiment fait partie des 42 palais Rolli déclarés site du patrimoine mondial par l'UNESCO le 13 juillet 2006.

## Histoire
Il fut construit à partir de 1562 pour Baldassarre Lomellini, banquier du roi Philippe II d'Espagne, sur un projet de Giovanni Ponzello, architecte de Gênes et concepteur du Palazzo Tursi, appartenant à Niccolò Grimaldi, gendre de Baldassarre. Andrea Semino a décoré les salles de fresques avec des histoires romaines. De la façade originale du XVIe siècle, il ne reste aujourd'hui que le portail en marbre blanc de Taddeo Carlone, qui porte l'inscription « venturi non immemor aevi ». Son aspect original est attesté par les gravures de Rubens de 1622.

Le palais changea de propriétaire à la fin du XVIe siècle en France, qui en confia la rénovation au génois Emanuele Andrea Tagliafichi, assisté de l'architecte français Charles De Wailly, pour en moderniser l'aspect dans le style néoclassique naissant.

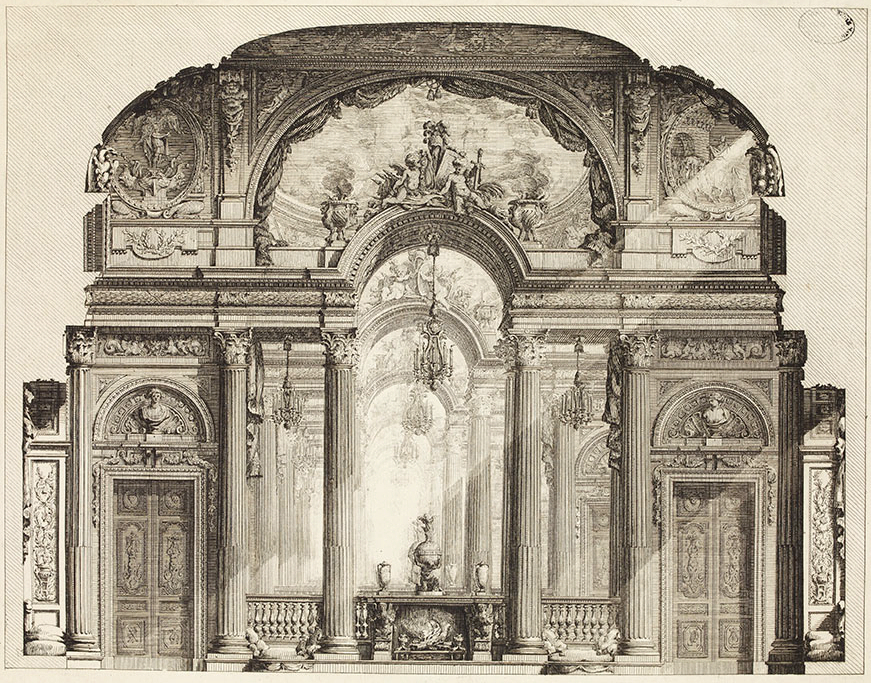
Salone del Sole de Charles De Wailly.

L'intervention, réalisée à partir de 1773, a conduit à la création de l'atrium, de la cour à arcades qui a remplacé le jardin d'origine, et de la terrasse au-dessus, ornée de pavillons classiques. L'œuvre la plus célèbre était le Salon du Soleil, un chef-d'œuvre d'architecture et de décoration, inspiré du château de Versailles sur lequel De Wailly avait travaillé. Il était documenté par quatre gravures de Louis Jean Desprez incluses dans les planches de l'entrée « Architecture » de L'Encyclopédie ou Dictionnaire raisonné des sciences, des arts et des métiers de Denis Diderot et d'Alembert, et devint l'une des destinations les plus prestigieuses du Grand Tour, rappelée par Stendhal et Flaubert. La salle a été détruite par les bombardements de 1942, et ensuite ce qui restait des décorations originales fut enlevé et jamais reconstruit.

## Galerie

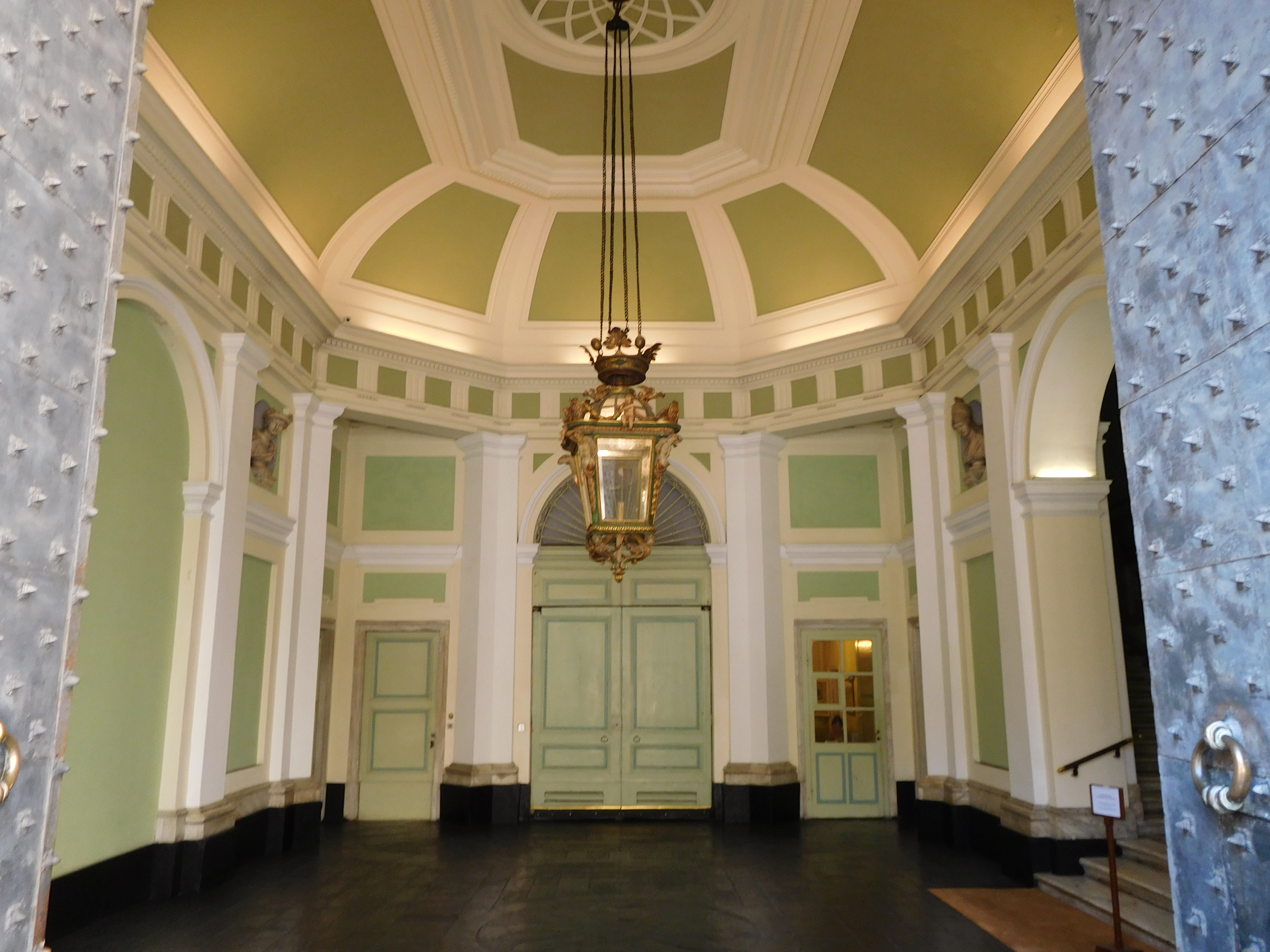
Atrium néoclassique.
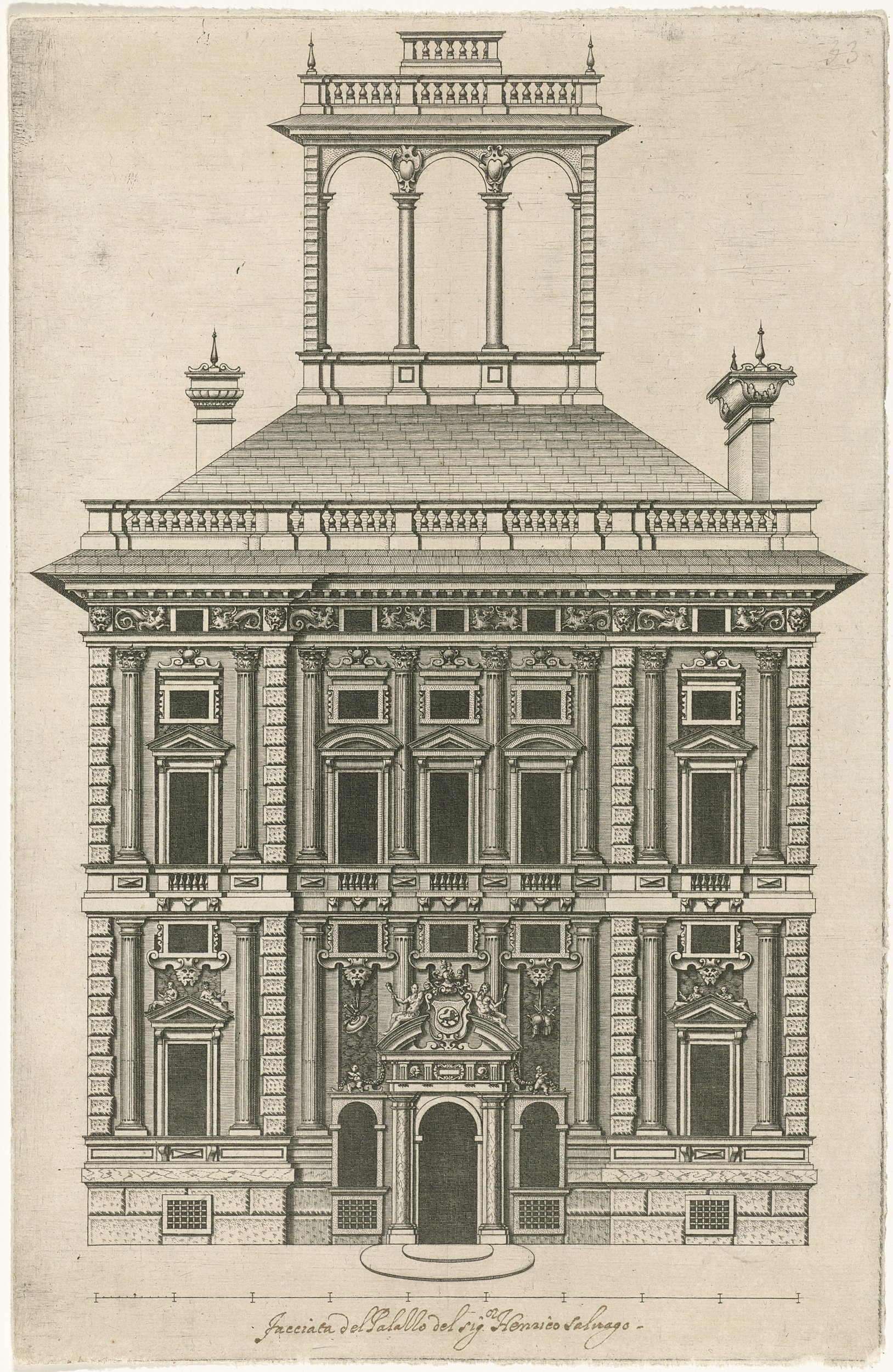
Rubens, Palais de Gênes.
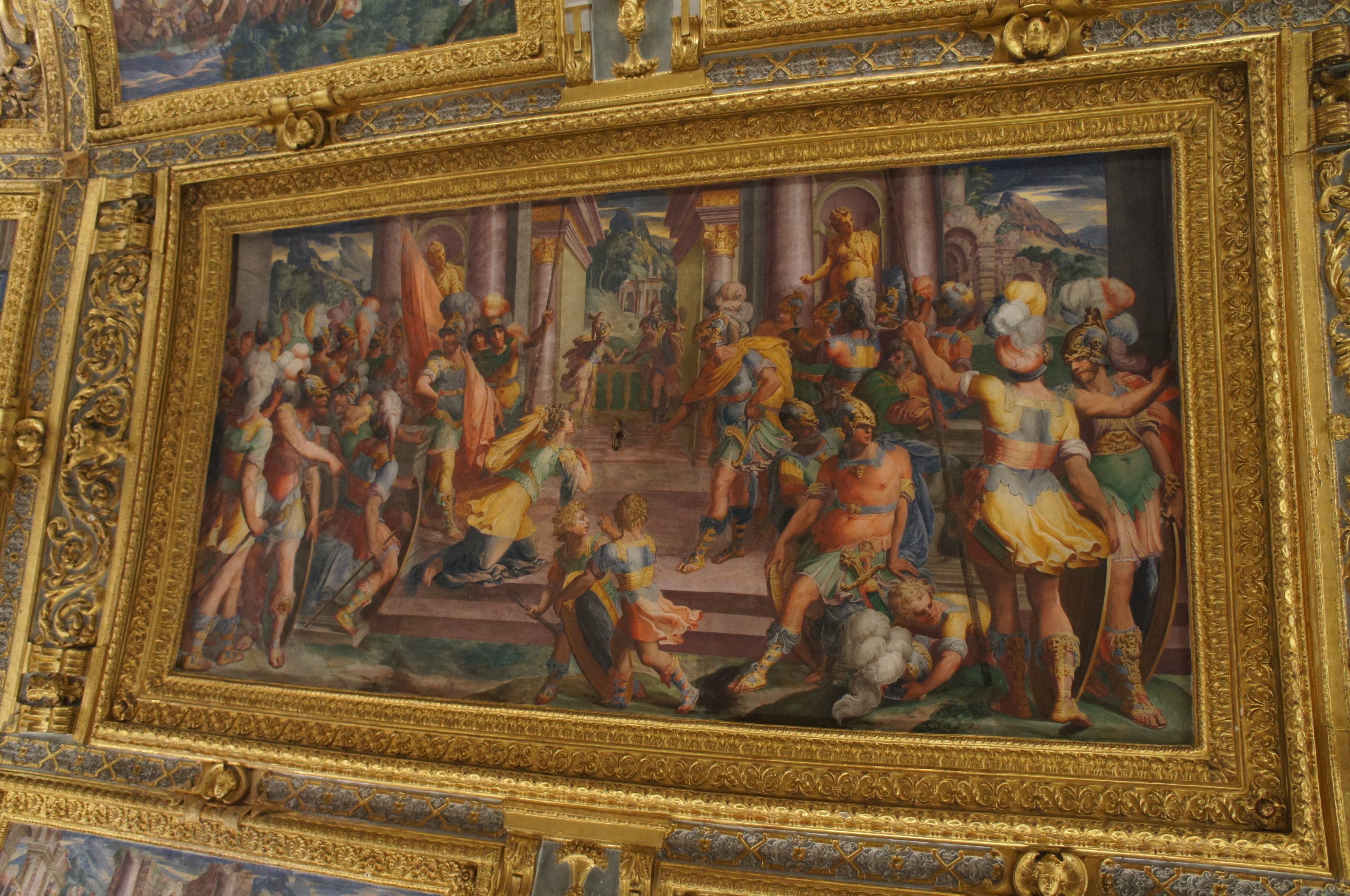
Andrea Semino, Continence de Scipion.